# Днепровские ворота
Днепро́вские воро́та — здание в составе Смоленской крепости. Построено в начале XVIII века на месте Фроловской (Днепровской) крепостной проездной башни.

## Местонахождение и внешний вид

Схема Смоленской крепости
1 — Фроловская башня (Днепровские ворота)

Ворота расположены на набережной Днепра, в центральной части северной крепостной стены. Южный фасад выходит на улицу Соболева.
Северный фасад находится на линии крепостных стен.
Адрес здания — улица Соболева, 1.

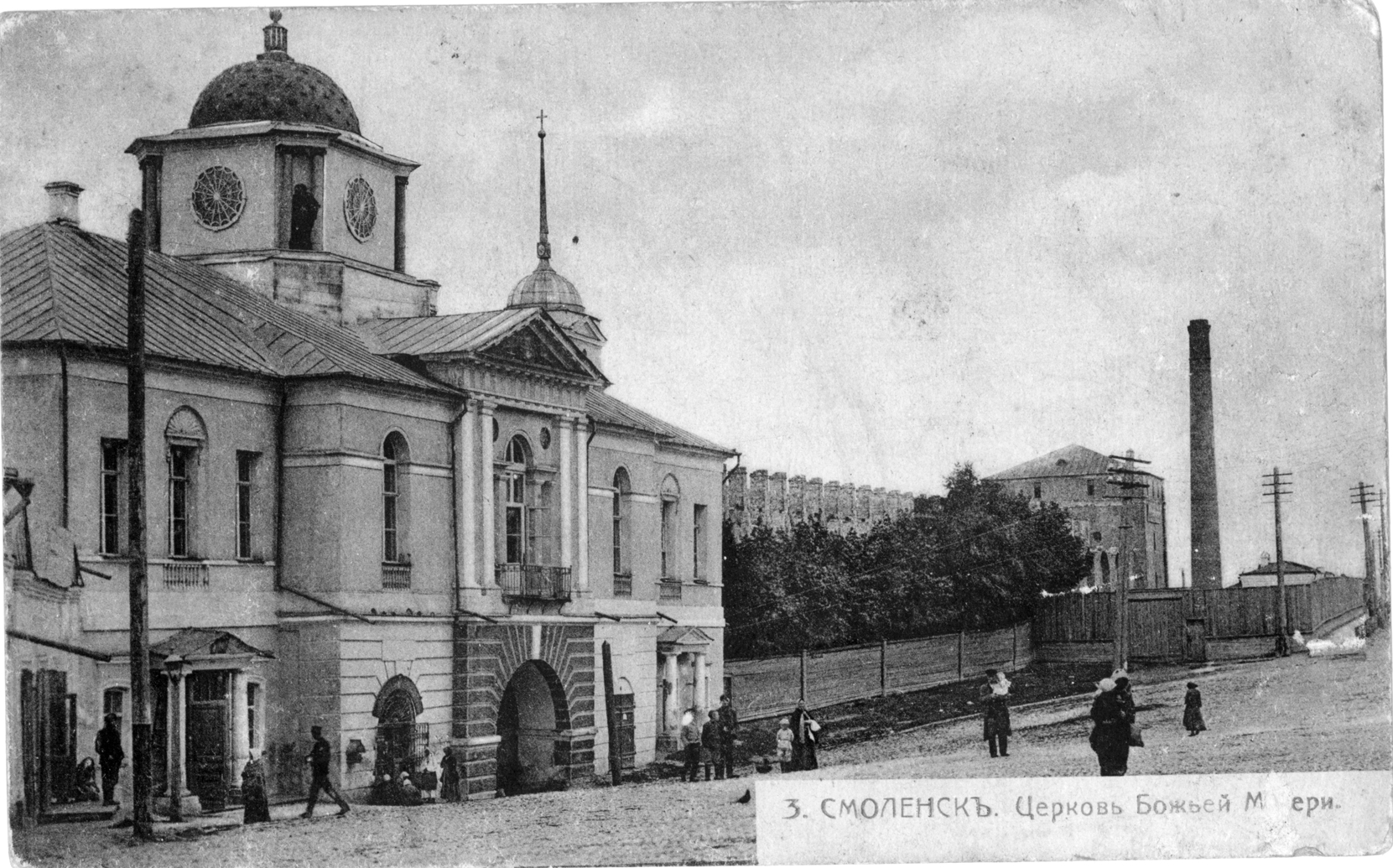
Днепровские ворота — вид сбоку. Открытка начала XX века.

Здание ворот двухэтажное, прямоугольное в плане, построено в стиле классицизма. Покрыто четырёхскатной крышей, по центру которой расположен четверик со срезанными гранями, с куполом и шпилем, увенчанным крестом. Здание построено из кирпича и оштукатурено, четверик — деревянный. На поперечной оси первого этажа находится арка проезда, которая на фасадах вписана в ризалиты. Арки также имеют окна и двери, находящиеся в крыльях здания.
Второй этаж является церковью. По центру главного, речного, фасада над проездной аркой выполнен портик с колоннами тосканского ордера, завершённый треугольным фронтоном. Центры южного и западного фасадов оформлены четырёхпилястровыми тосканскими портиками с триглифами. На южном фасаде размещён балкон.
Срезанные грани четверика украшены четырьмя парами ионических колонн, между которыми ранее стояли статуи евангелистов. Ложные круглые окна на стенах оформлены решётками.
По верху прясел крепостной стены, подходящих к воротам, установлены две одинаковые колокольни, расположенные симметрично относительно основного здания. На набережной перед воротами расположены устои не сохранившегося моста через Днепр.

## История

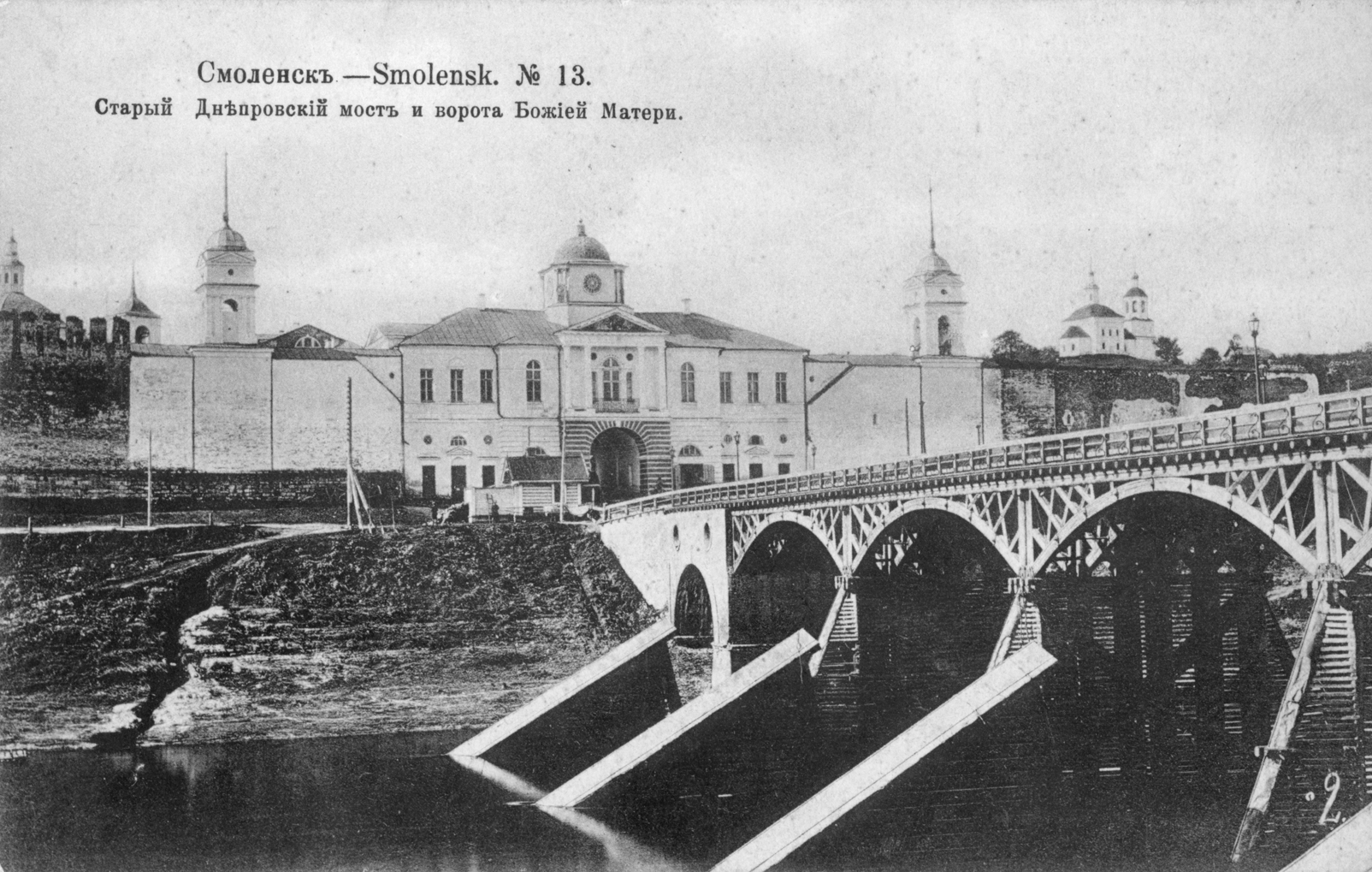
Днепровские ворота — вид с другого берега Днепра. Открытка начала XX века.

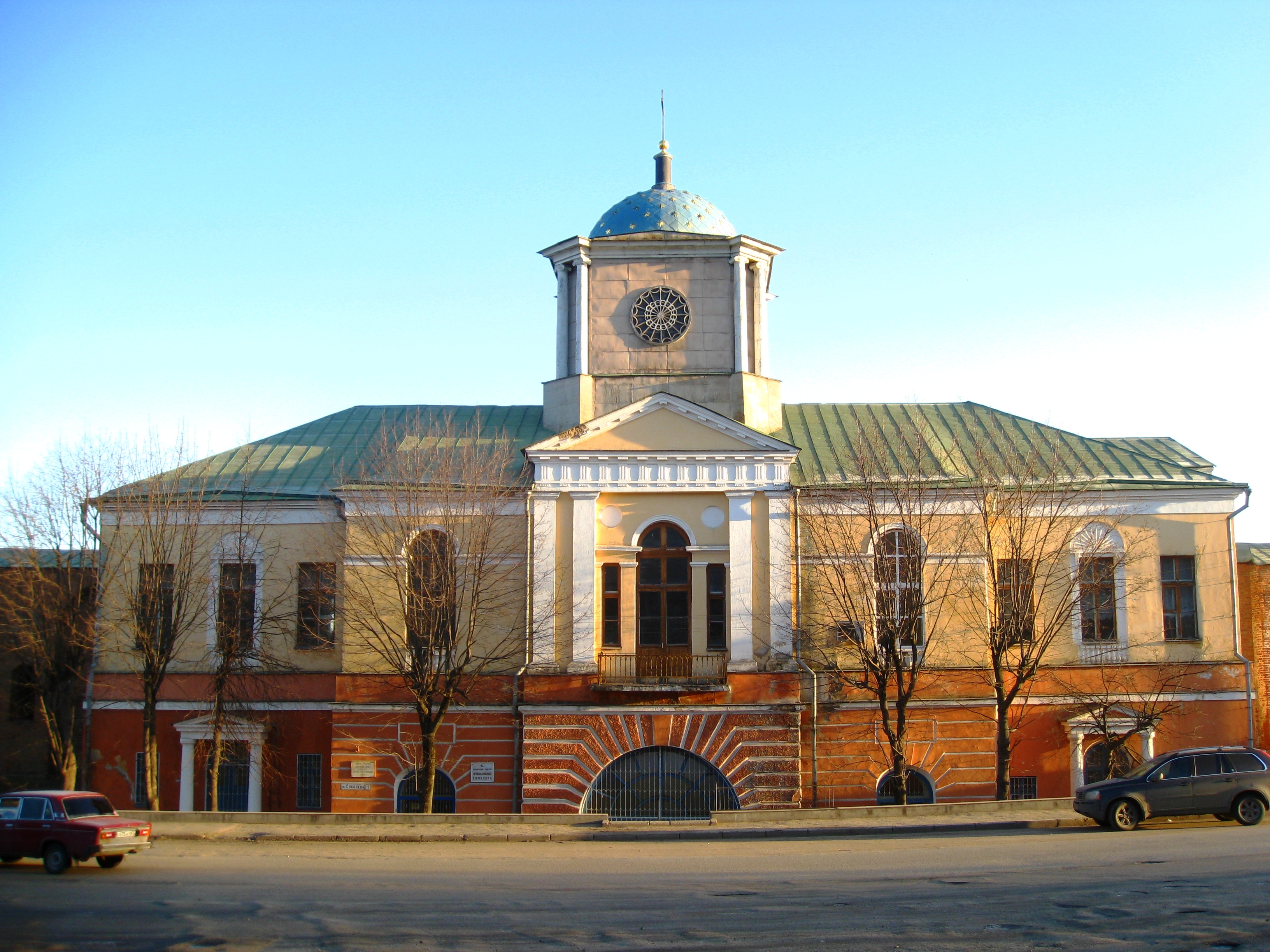
Днепровские ворота (церковь Одигитрии). Современный вид

Фроловская башня, на месте которой Днепровские ворота были впоследствии выстроены, пострадала во время осады Смоленска польскими войсками в 1609—1611 годах и освобождении города московским войском в 1654 году. В 1729 году на её месте была построена деревянная церковь, в которую поместили икону Богоматери Одигитрии, которую ещё в 1602 году привёз в Смоленск Борис Годунов. После того, как из-за ветхости она была разобрана, в 1795—1811 годах на её месте была построена новая каменная церковь.
6 августа 1812 года, по некоторым данным, с балкона этих ворот император Наполеон лично наблюдал за отступавшими по Старой Смоленской дороге русскими войсками и корректировал артиллерийский огонь по ним. Во время оккупации Смоленска французскими войсками в здании располагался хлебный магазин. В 1814 году здание было восстановлено архитектором Слепнёвым.
22 августа 1928 года церковь была закрыта с формулировкой:
По ходатайству рабочих городских предприятий гор. Смоленска президиум губисполкома постановил: здание бывшей Богоматерской церкви представить смоленскому коммунальному тресту для использования под устройство рабочего клуба
В годы Великой Отечественной войны верхний ярус ворот был уничтожен, после войны он был восстановлен, причём проезд через ворота был закрыт (так как мост, ведущий к ним, был уничтожен), а уровень улицы Соболева был поднят выше цоколя ворот. После войны в Днепровских воротах располагались культпросветучилище, кукольный театр, филармония.
В 1992 году здание было возвращено Русской Православной церкви. В настоящее время в здании располагается церковно-приходская школа.
Это памятник культурного наследия России; его номер на информационном сайте Министерства культуры Российской Федерации: [http://kulturnoe-nasledie.ru/monuments.php?id=6710021018 (недоступная+ссылка) 6710021018] (недоступная ссылка).